# Samsung Gear Fit 2

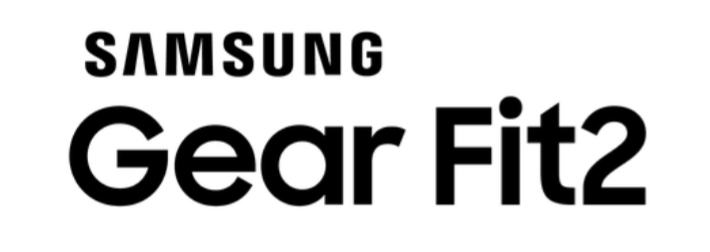
Logotipo de Samsung Gear Fit2

Samsung Gear Fit 2 es un reloj que funciona tanto en agua como en tierra y ofrece características, ideales para todo tipo de deportista ya sea profesional de alto rendimiento o no, el cual posee herramientas para el monitoreo constante del estado físico del usuario.
Trae consigo un GPS incorporado y un monitor de frecuencia cardíaca (MFC) que ofrece rastreo y medición precisa de la actividad de acondicionamiento físico, mientras proporciona respuestas instantáneas sobre el entrenamiento del usuario. Es necesario que tener un perfil ajustado a la realidad. Altura, peso, estatura, son los valores que vamos a determinar por medio de la aplicación Samsung Health y que van a permitir que las pulsaciones y calorías sean certeras.
La versión Pro es compatible con Spotify

## Características
- Diseño Ergonómico
- Pantalla Super AMOLED
- Ligero (28 gramos)
- Cuenta con funciones específicas para natación